# Карлос Алберто Пареира
Карлос Алберто Гомес Пареира (порт. Carlos Alberto Gomes Parreira; 27. фебруар 1943) бивши је бразилски фудбалски тренер. Познат је по томе што је тренирао велики број клубова и репрезентација, неке и по више пута. Тренутно је рекордер по наступима на Светским првенствима као тренер са 6 наступа. Такође, био је селектор пет различитих репрезентација на пет Светских првенстава. Са репрезентацијом Бразила је освојио Светско првенство 1994, Копа Америка 2004. и Куп конфедерација 2005.
Пареира је један од најуспешнијих фудбалских тренера који никада професионално није играо фудбал.